# Franz Buxbaum
Pour les articles homonymes, voir Buxbaum.
Franz Buxbaum, né en 1900 à Liebenau et mort en 1979, est un botaniste autrichien, spécialiste des cactus.
Le genre Neobuxbaumia est nommé d'après lui.